# Asparagus aspergillus
Asparagus aspergillus är en sparrisväxtart som beskrevs av John Peter Jessop. Asparagus aspergillus ingår i släktet sparrisar, och familjen sparrisväxter. Inga underarter finns listade i Catalogue of Life.